# Аврельяно Болоньєзі
Аврельяно Болоньєзі (італ. Aureliano Bolognesi; 15 листопада 1930, Генуя, Італія — 30 березня 2018, Генуя, Італія) — італійський боксер, олімпійський чемпіон 1952 року. 

## Аматорська кар'єра
Олімпійські ігри 1952 
- 1/8 фіналу. Переміг Роберта Бікла (США) 2-1
- 1/4 фіналу. Переміг Іштвана Юхача (Угорщина) 2-1
- 1/2 фіналу. Переміг Ерккі Пакканена (Фінляндія) 3-0
- Фінал. Переміг Алексі Анткевича (Польща) 2-1